# Copa Norte 2019
La Copa Norte 2019 fue la primera edición de este torneo, disputado entre el campeón de la Copa Jujuy 2019 y el campeón de la Copa Salta 2019.

## Sistema de disputa
Se corresponde con una serie final, disputada a doble partido, entre el ganador de Copa Jujuy 2019, y el ganador de Copa Salta 2019.
En caso de empate, se juegan 30 minutos de alargue y, si persiste la paridad, se disputa una tanda de penales para definir al campeón.

## Equipos participantes
| Bandera de la Provincia de Jujuy | Bandera de la Provincia de Salta |
| -------------------------------- | -------------------------------- |
| Club Atlético Talleres (Perico)  | Club Deportivo Villa San Antonio |
| Campeón de la Copa Jujuy 2019    | Campeón de la Copa Salta 2019    |
|                                  |                                  |

## Partidos

### Ida[2]
| 18 de noviembre de 2019 | Talleres (Perico)    | 1-0 (1:0) | Villa San Antonio | Estadio 23 de Agosto, San Salvador de Jujuy |  |
|                         | Maximiliano López 9' |           |                   |                                             |  |

| 1  | Guardameta     | Matías Llanos        |     |
| 4  | Defensa        | Mariano Arroyo       |     |
| 2  | Defensa        | Jorge Serrano        |     |
| 6  | Defensa        | Sebastián Pisculiche |     |
| 3  | Defensa        | Ricardo Lavallén     |     |
| 8  | Centrocampista | Federico Mendoza     |     |
| 5  | Centrocampista | Mauricio Vilca       | '73 |
| 11 | Centrocampista | Jonathan Mamani      |     |
| 10 | Centrocampista | Matías Ruíz          |     |
| 7  | Delantero      | Farid Rivero         |     |
| 9  | Delantero      | Maximiliano López    |     |
| DT | DT             | Aldo Arroyo          |     |

| 1  | Guardameta     | Juan Mulieri       |  |
| 4  | Defensa        | Atilio Rojas       |  |
| 2  | Defensa        | Juan Mamani        |  |
| 6  | Defensa        | Enzo Alvarado      |  |
| 3  | Defensa        | Juan Sulca         |  |
| 8  | Centrocampista | Iván Arredondo     |  |
| 5  | Centrocampista | Ezequiel Churquina |  |
| 10 | Centrocampista | Marcos Navarro     |  |
| 11 | Centrocampista | Farid Aguierre     |  |
| 7  | Delantero      | Oscar Domínguez    |  |
| 9  | Delantero      | Mauricio Hoyos     |  |
| DT | DT             | Raúl Olarte        |  |

| Anotado | 9' | Lopez | 1-0 |

| Árbitro | Bandera de ? |

| 1  | Guardameta     | Matías Llanos        |     |
| 4  | Defensa        | Mariano Arroyo       |     |
| 2  | Defensa        | Jorge Serrano        |     |
| 6  | Defensa        | Sebastián Pisculiche |     |
| 3  | Defensa        | Ricardo Lavallén     |     |
| 8  | Centrocampista | Federico Mendoza     |     |
| 5  | Centrocampista | Mauricio Vilca       | '73 |
| 11 | Centrocampista | Jonathan Mamani      |     |
| 10 | Centrocampista | Matías Ruíz          |     |
| 7  | Delantero      | Farid Rivero         |     |
| 9  | Delantero      | Maximiliano López    |     |
| DT | DT             | Aldo Arroyo          |     |

| 1  | Guardameta     | Juan Mulieri       |  |
| 4  | Defensa        | Atilio Rojas       |  |
| 2  | Defensa        | Juan Mamani        |  |
| 6  | Defensa        | Enzo Alvarado      |  |
| 3  | Defensa        | Juan Sulca         |  |
| 8  | Centrocampista | Iván Arredondo     |  |
| 5  | Centrocampista | Ezequiel Churquina |  |
| 10 | Centrocampista | Marcos Navarro     |  |
| 11 | Centrocampista | Farid Aguierre     |  |
| 7  | Delantero      | Oscar Domínguez    |  |
| 9  | Delantero      | Mauricio Hoyos     |  |
| DT | DT             | Raúl Olarte        |  |

| Anotado | 9' | Lopez | 1-0 |

| Árbitro | Bandera de ? |

### Vuelta[3]
| 24 de noviembre de 2019 | Villa San Antonio                       | 2-0 (2:1) | Talleres (Perico) | Estadio Padre Ernesto Martearena, Salta |  |
|                         | Efraín Lastero 43' · Leonardo Villa 76' |           |                   |                                         |  |

| 1  | Guardameta     | Juan Mulieri       |     |
| 4  | Defensa        | Atilio Rojas       |     |
| 2  | Defensa        | Juan Mamani        |     |
| 6  | Defensa        | Enzo Alvarado      |     |
| 3  | Defensa        | Juan Sulca         |     |
| 11 | Centrocampista | Farid Aguierre     |     |
| 5  | Centrocampista | Ezequiel Churquina |     |
| 10 | Centrocampista | Marcos Navarro     |     |
| 8  | Centrocampista | Efraín Lastero     |     |
| 7  | Delantero      | Oscar Domínguez    | 45' |
| 9  | Delantero      | Mauricio Hoyos     | 45' |
| DT | DT             | Rubén Olarte       |     |

| 1  | Guardameta     | Matías Llanos        |     |
| 4  | Defensa        | Mauricio Arroyo      |     |
| 2  | Defensa        | Jorge Serrano        |     |
| 6  | Defensa        | Federico Mendoza     |     |
| 3  | Defensa        | Ricardo Lavallén     | 67' |
| 8  | Centrocampista | Diego Pascuttini     | 84' |
| 5  | Centrocampista | Sebastián Pisculiche |     |
| 10 | Centrocampista | Matías Ruiz          |     |
| 11 | Centrocampista | G. Mamaní            |     |
| 7  | Delantero      | J. Casasola          |     |
| 9  | Delantero      | Maximiliano López    | 64' |
| DT | DT             | Aldo Arroyo          |     |

|  | Delantero | Leonardo Villa | 45' 92' |
|  | Delantero | F. Rojas       | 45'     |
|  | Defensa   | J. Ortíz       | 92'     |

|  | Delantero | M. Aguirre   | 64' |
|  | Delantero | Farid Rivero | 67' |
|  | Delantero | F. Borda     | 84' |

| Anotado | 40' | Lastero | 1-0 |
| Anotado | 75' | Villa   | 2-0 |

| Árbitro | Matías Sepúlveda |

| 1  | Guardameta     | Juan Mulieri       |     |
| 4  | Defensa        | Atilio Rojas       |     |
| 2  | Defensa        | Juan Mamani        |     |
| 6  | Defensa        | Enzo Alvarado      |     |
| 3  | Defensa        | Juan Sulca         |     |
| 11 | Centrocampista | Farid Aguierre     |     |
| 5  | Centrocampista | Ezequiel Churquina |     |
| 10 | Centrocampista | Marcos Navarro     |     |
| 8  | Centrocampista | Efraín Lastero     |     |
| 7  | Delantero      | Oscar Domínguez    | 45' |
| 9  | Delantero      | Mauricio Hoyos     | 45' |
| DT | DT             | Rubén Olarte       |     |

| 1  | Guardameta     | Matías Llanos        |     |
| 4  | Defensa        | Mauricio Arroyo      |     |
| 2  | Defensa        | Jorge Serrano        |     |
| 6  | Defensa        | Federico Mendoza     |     |
| 3  | Defensa        | Ricardo Lavallén     | 67' |
| 8  | Centrocampista | Diego Pascuttini     | 84' |
| 5  | Centrocampista | Sebastián Pisculiche |     |
| 10 | Centrocampista | Matías Ruiz          |     |
| 11 | Centrocampista | G. Mamaní            |     |
| 7  | Delantero      | J. Casasola          |     |
| 9  | Delantero      | Maximiliano López    | 64' |
| DT | DT             | Aldo Arroyo          |     |

|  | Delantero | Leonardo Villa | 45' 92' |
|  | Delantero | F. Rojas       | 45'     |
|  | Defensa   | J. Ortíz       | 92'     |

|  | Delantero | M. Aguirre   | 64' |
|  | Delantero | Farid Rivero | 67' |
|  | Delantero | F. Borda     | 84' |

| Anotado | 40' | Lastero | 1-0 |
| Anotado | 75' | Villa   | 2-0 |

| Árbitro | Matías Sepúlveda |

| Campeón C.D. Villa San Antonio |

| Predecesor: -- | I Copa Norte Campeón: Villa San Antonio | Sucesor: 2021 |